# Pekazett

Pekazett war einer der bedeutendsten und ersten deutschen Hersteller von Turmdrehkranen mit Stammhaus in Zweibrücken.

## Geschichte
Gegründet wurde der Baumaschinenhersteller 1884 in Zweibrücken durch Carl Peschke. Von Pekazett als einem der ältesten Kranhersteller Deutschlands wurden bereits kurz nach der Jahrhundertwende die ersten Portalturmdrehkrane produziert. Zu den Erfindungen dieses Unternehmens gehörte auch die kardanische Aufhängung der Mischtrommel einer Betonmischmaschine. Damit konnte während des Mischvorgangs die Mischtrommel geleert werden, während zuvor dafür die Laufrichtung der Trommel gewechselt werden musste.
1927 wurde das gesetzlich geschützte Warenzeichen PEKAZETT eingetragen. Es stand für „Peschke Karl Zweibrücken“. Karl Peschke war einer der Söhne des Gründers Carl Peschke.
1939 wurde der Sitz der Firma wegen des Kriegsausbruchs für ein Jahr nach Stuttgart-Sillenbuch in die Kirchheimer Straße evakuiert.
In den 60er Jahren wurde ein dreirädriger Traktor hergestellt, dessen Hinterachse hydraulisch mit einem Pendel gekoppelt war. Parallel zu einer Hanglage ließ sich der Traktor automatisch aufrecht bewegen, ohne umzukippen. Diese Hangschlepper wurden im Pfälzerwald bei Baumfällarbeiten eingesetzt. Es wurden etwas mehr als ein Dutzend davon hergestellt.
Ende der 1960er Jahre wurden in Lizenz und im Auftrag auch Schreitbagger (Menzi Muck) und selbstaufbauende, obendrehende Turmdrehkrane hergestellt. Im Verlaufe der Unternehmensgeschichte mussten zahlreiche Turbulenzen bewältigt werden. Trotz innovativem Bau von Untendreher-Kranen wurde der internationale Durchbruch nie erreicht. Heutzutage sind die Pekazett-Krane vor allem in Deutschland und in der Schweiz noch sehr verbreitet. So sollen noch bis zu 5.000 Pekazett-Baudrehkrane in Betrieb sein.
1974 ging die ursprüngliche Firma in Konkurs und wurde in kleinerem Maßstab von drei ehemaligen Angestellten weitergeführt, bis sie von der Fa. MAN-Wolffkran aufgekauft wurde. Diese behielt den Markennamen PEKAZETT bis heute, stellt aber unter dieser Marke keine Krane mehr her. Gegenwärtig werden Krane unter dem System-Pekazett mit Auslegerlängen von 25 bis 45 Metern durch die Fa. KSD Kransysteme in Zweibrücken weiter entwickelt und gefertigt.

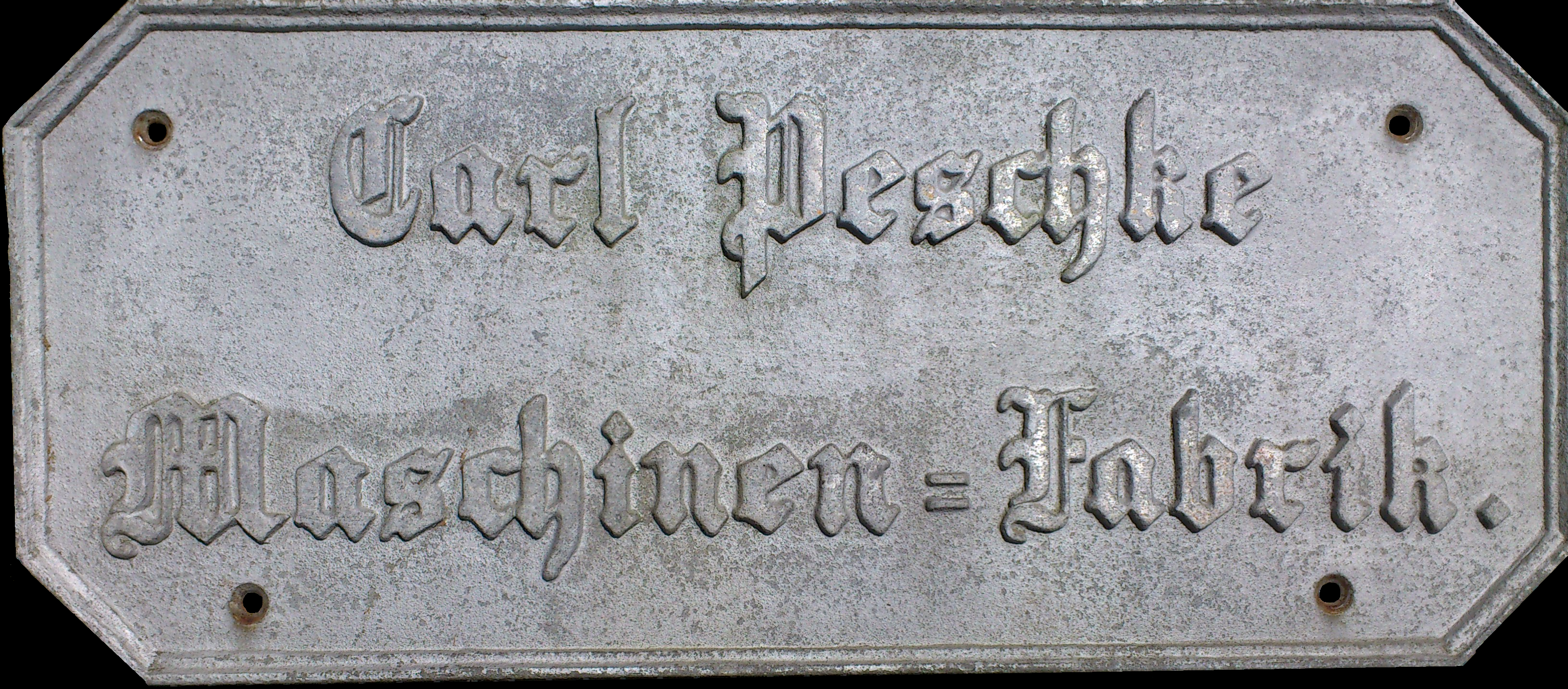
Ältestes Firmenschild
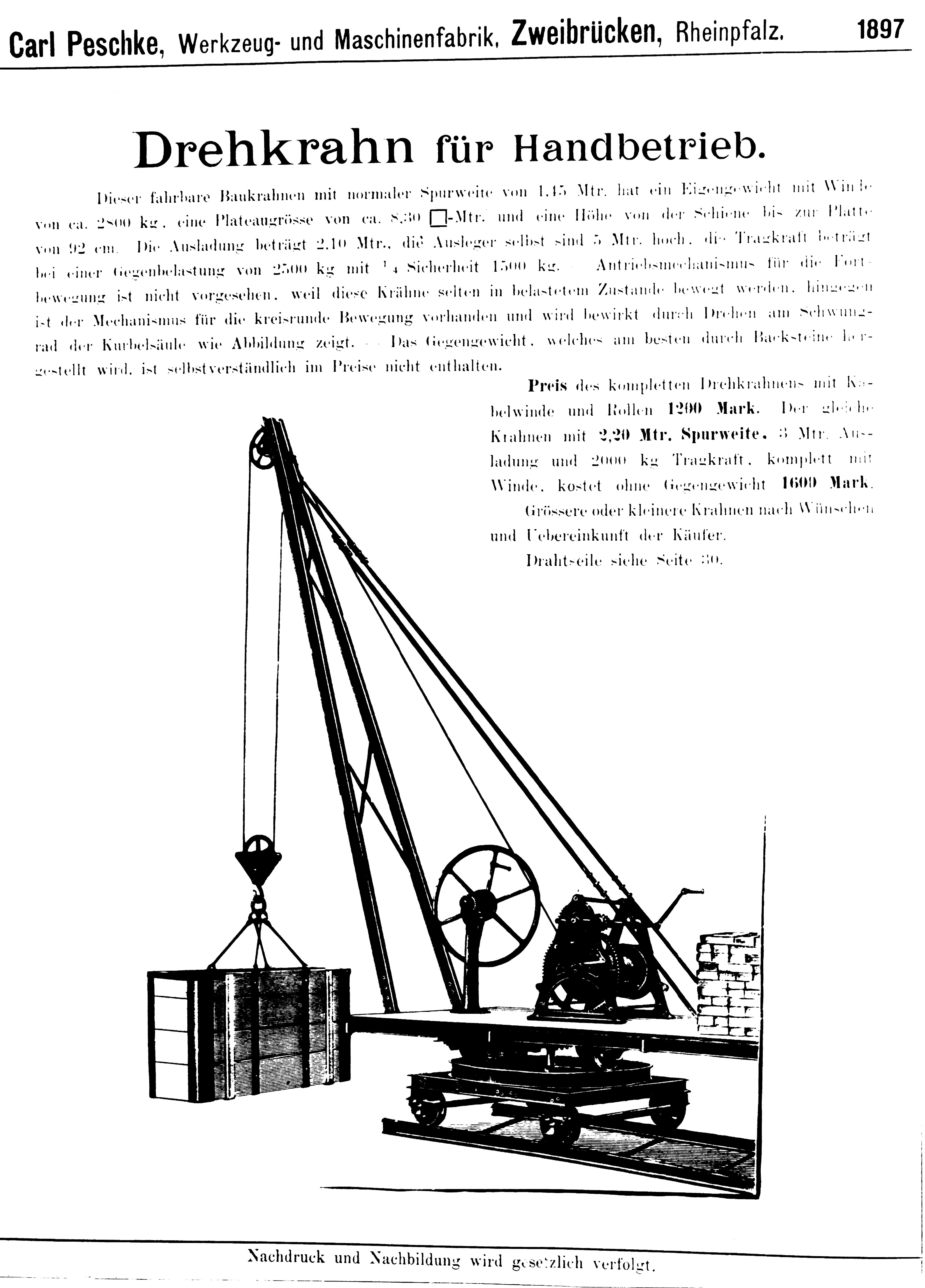
Manueller Drehkran von 1897
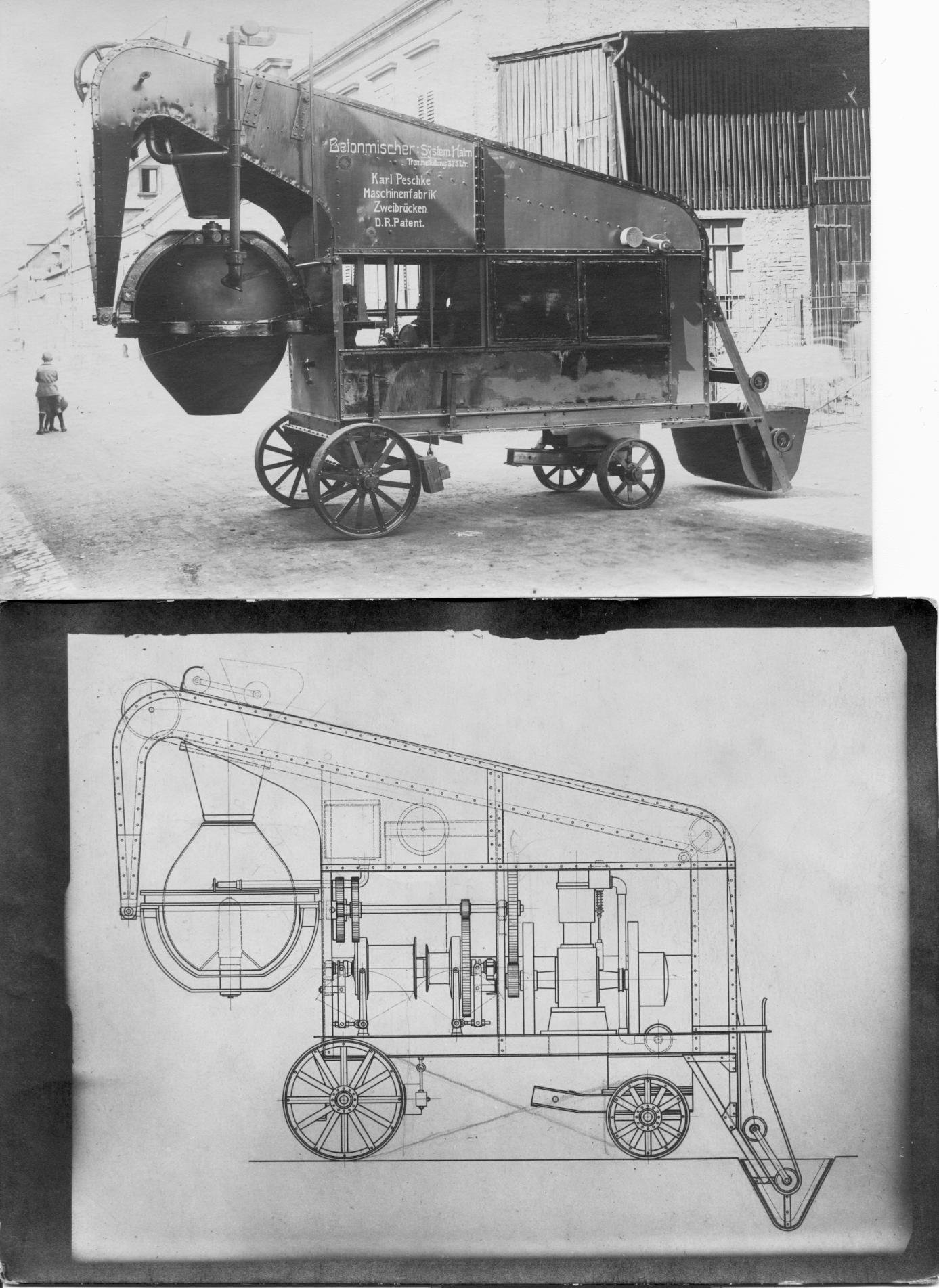
Erste Mischmaschine mit kardanischer Aufhängung der Mischtrommel
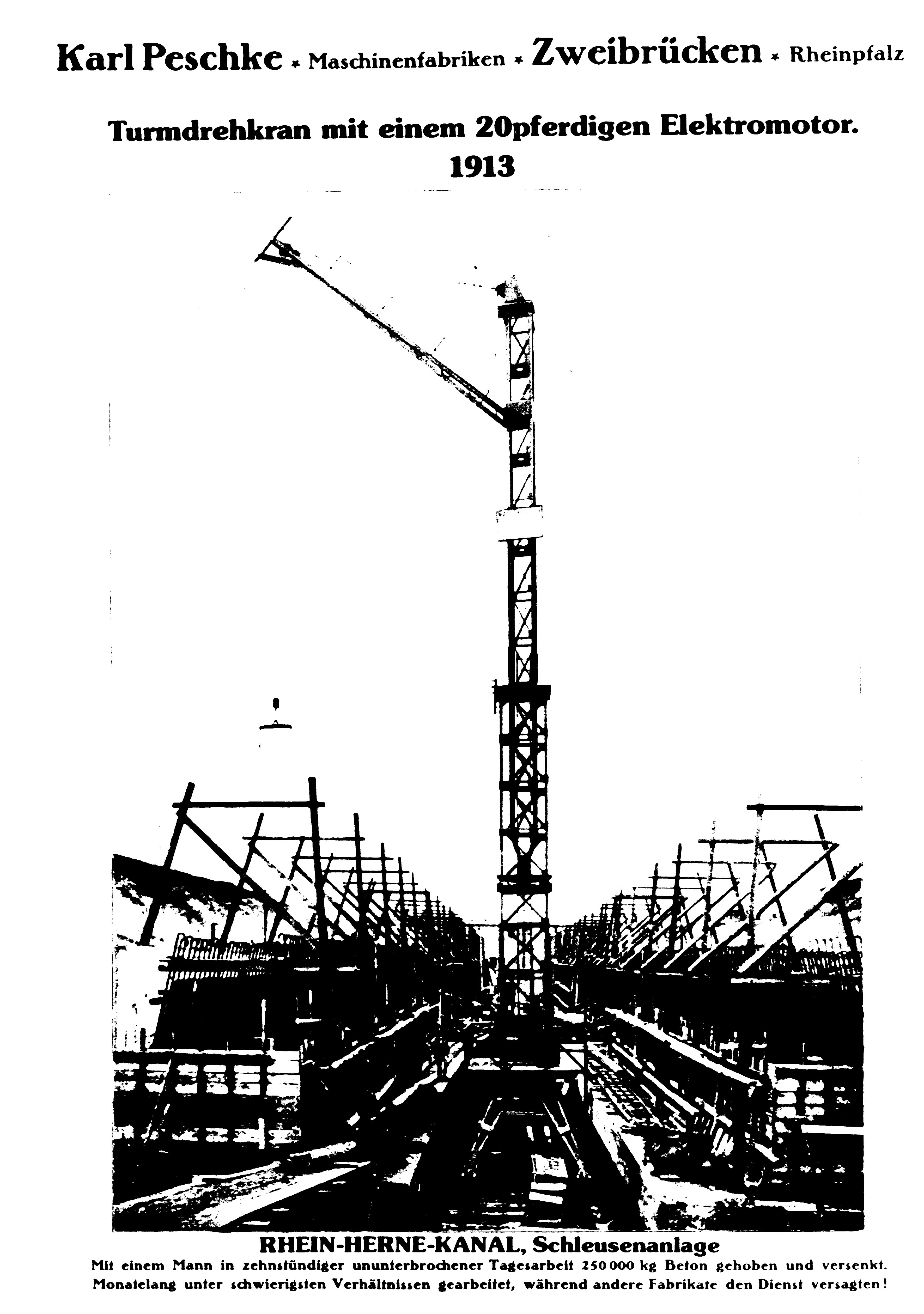
Turmdrehkran von 1913 (Bau Rhein-Herne-Kanal)
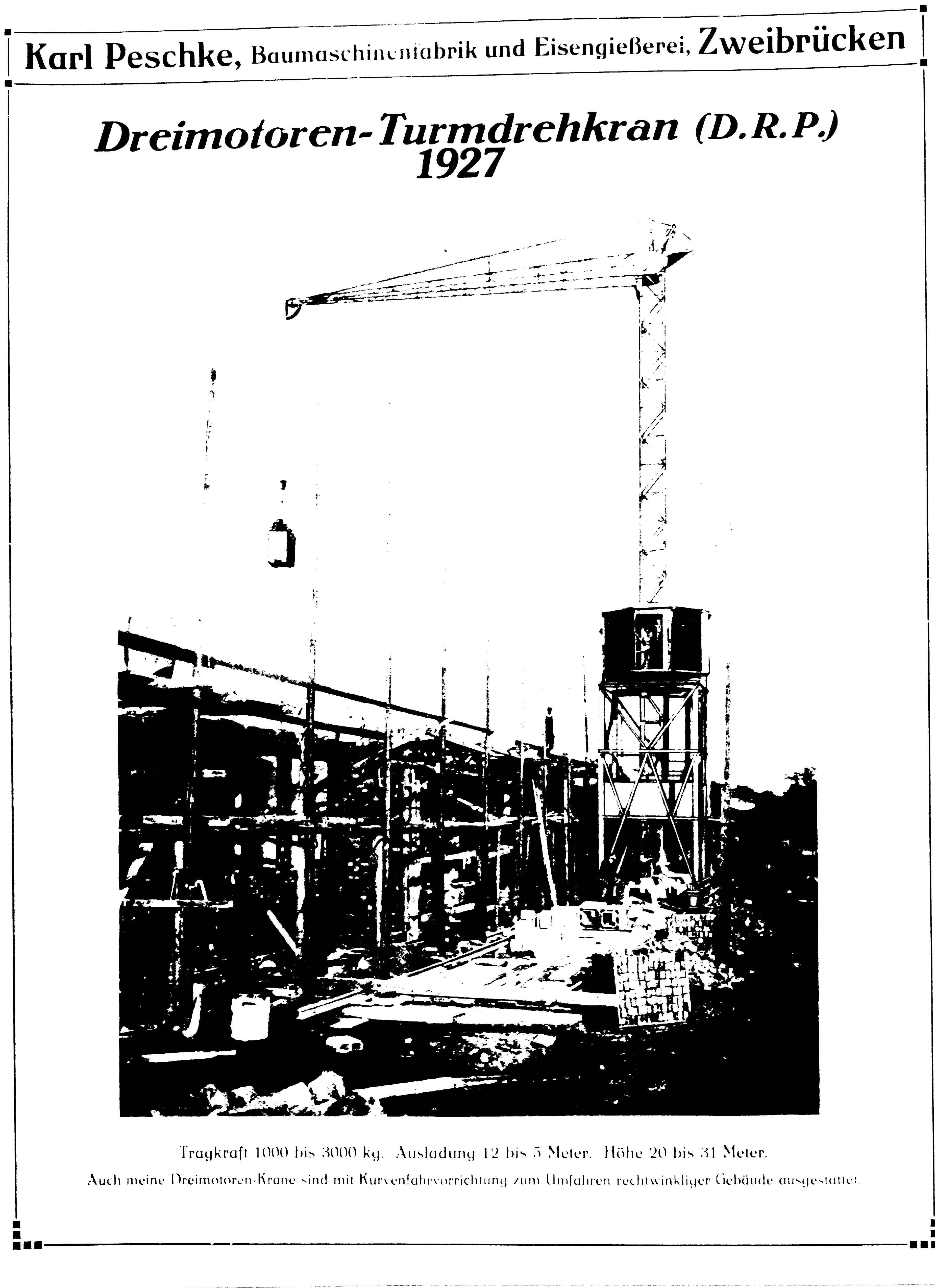
Turmdrehkran von 1927 (3 Motoren)
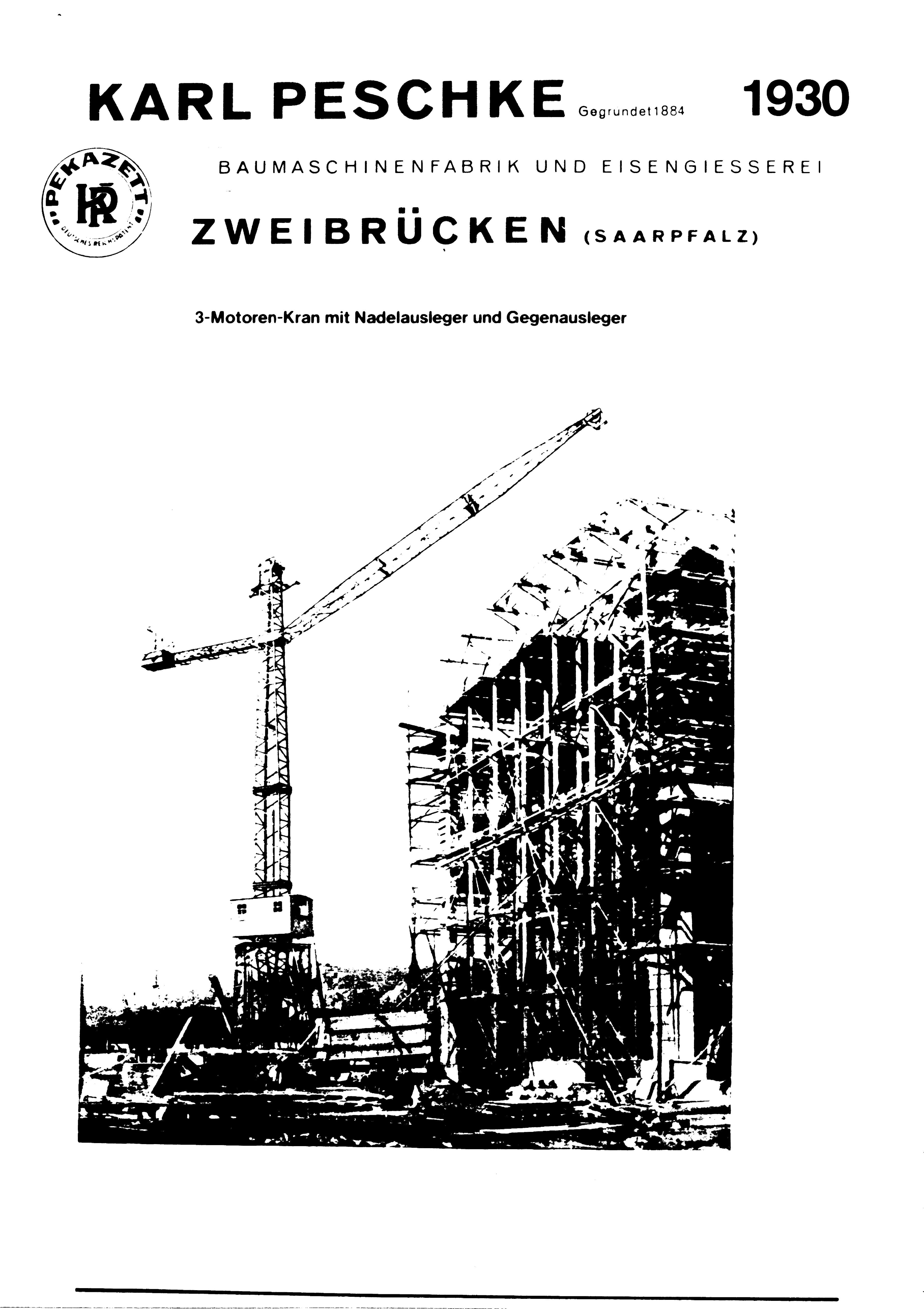
Turmdrehkran von 1930 (Nadel- und Gegenausleger)
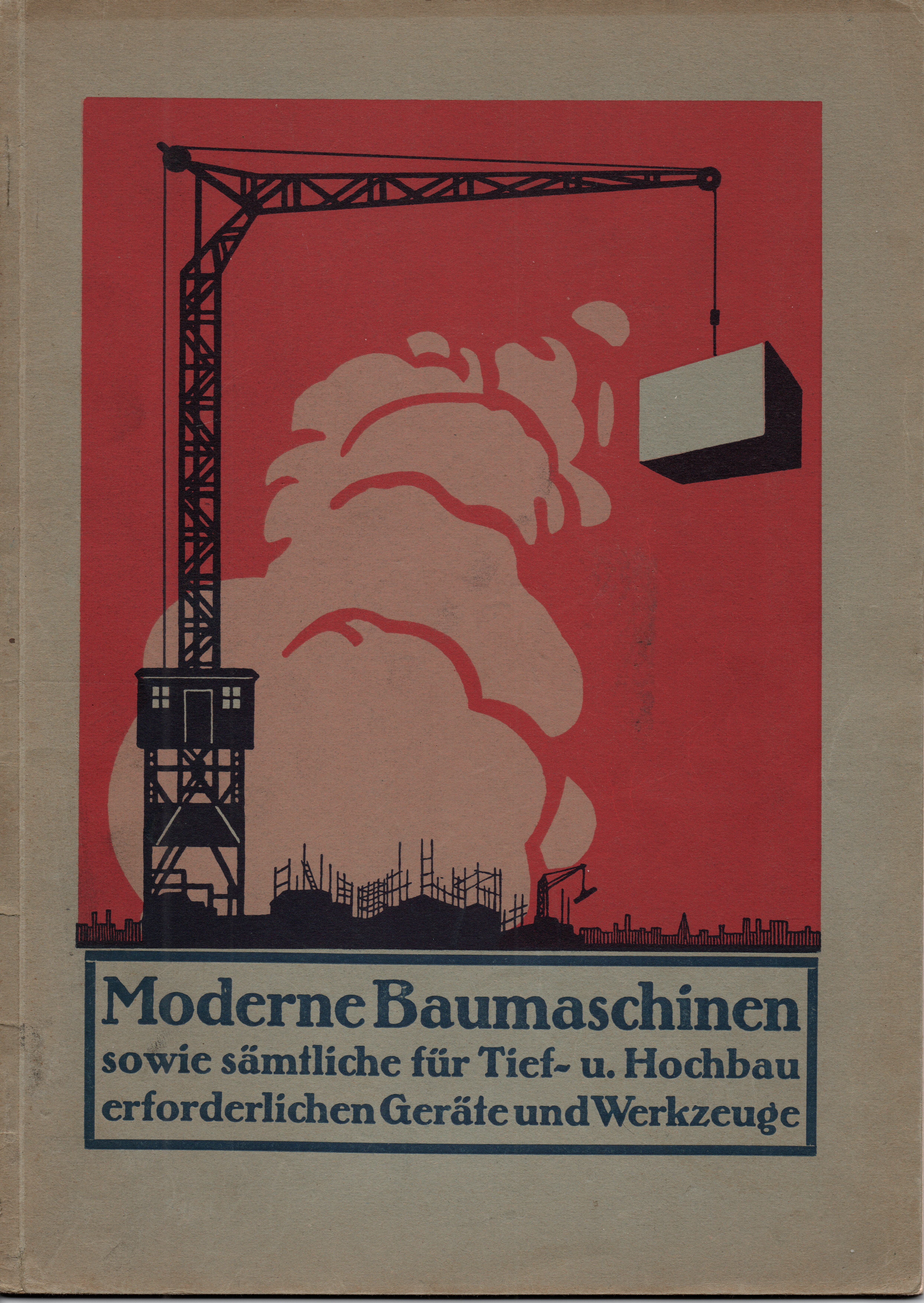
Katalog von ca. 1930
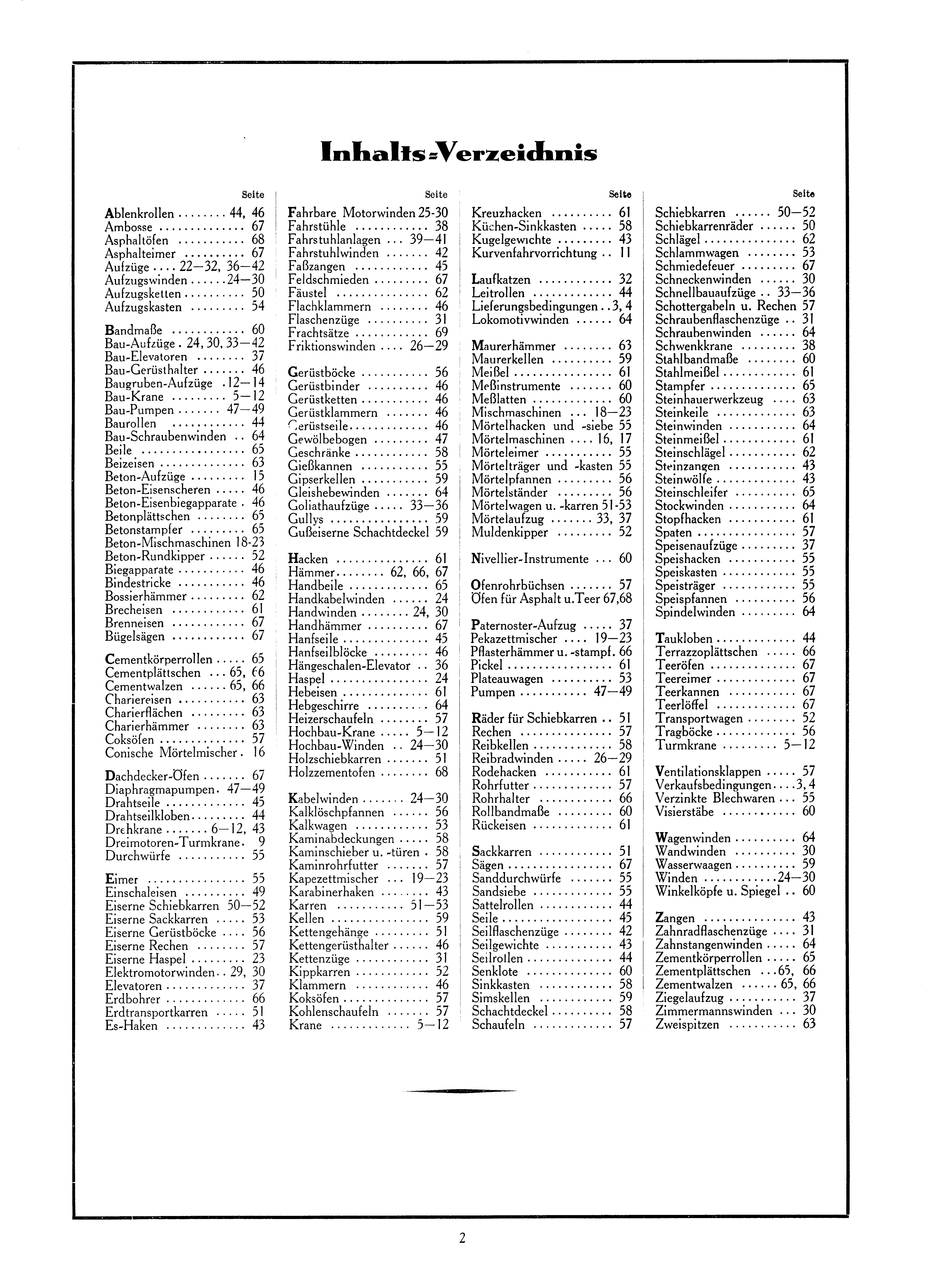
Kataloginhalt von ca. 1930
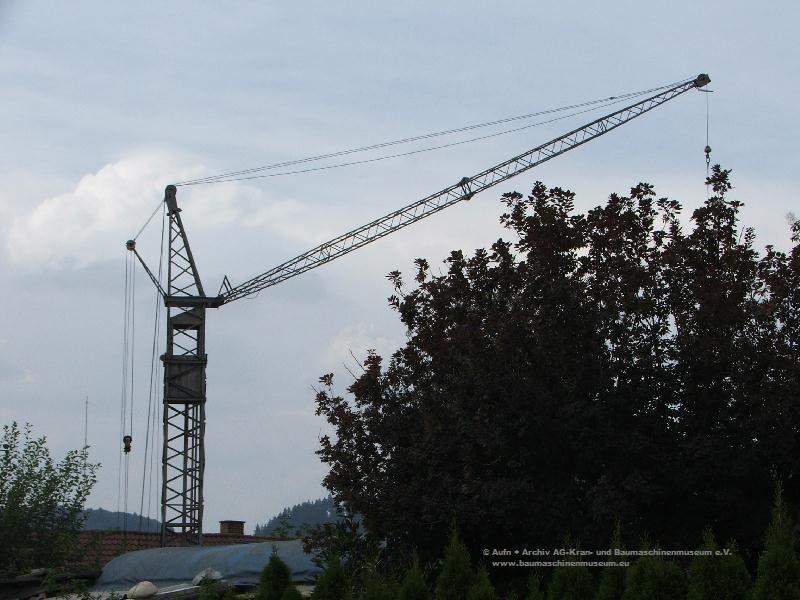
Museumskran Pekazett TK 12; typischer Nadelausleger-Baukran der 1960er und 1970er Jahre
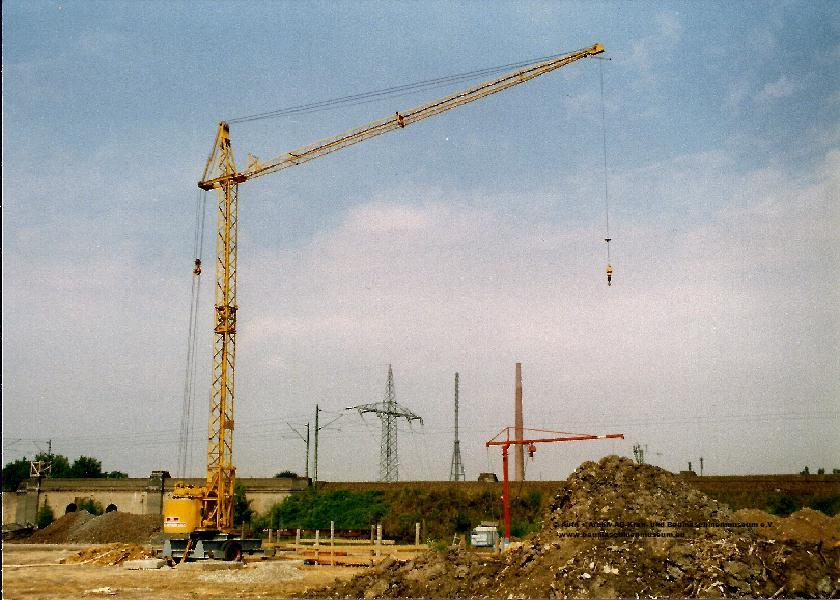
Pekazett TK 5 – sehr erfolgreicher und mit 2.850 Stück einer der meistgebauten Nadelauslegerkrane
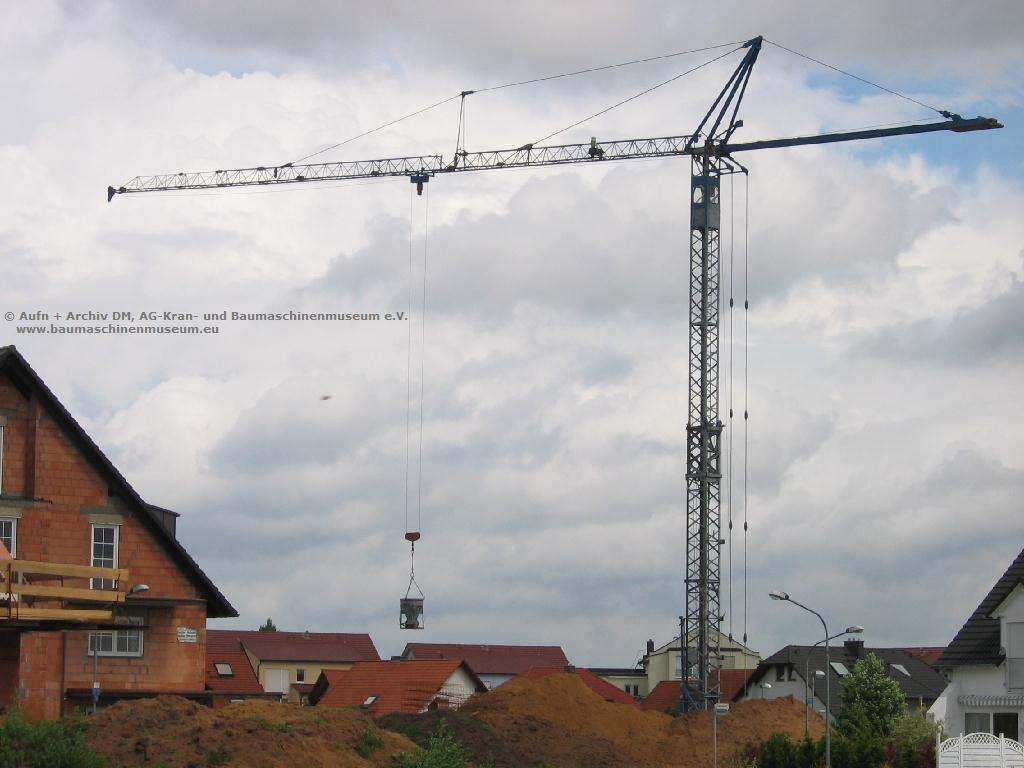
Pekazett CK-Kran; ab 1983 letzte krantechnische Entwicklung aus dem Hause PEKAZETT mit kleinem (nur 1,5 bis 1,9 m) und innerhalb des Unterwagens liegenden Drehradius
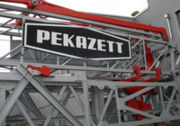
Pekazett TK 3010-2